# Ioan Maiorescu
Ioan Maiorescu, magyarosan Maiorescu János (Oláhkocsárd, Kis-Küküllő vármegye, 1811. augusztus 29. – Bukarest, 1864. szeptember 5.) román nyelvész, történetíró, tanfelügyelő és gimnáziumi igazgató.

## Élete
Iskoláit Balázsfalván, Kolozsvárt, Pesten és Bécsben végezte. 1838-ban átment Romániába, ahol a kormány a craiovai gimnázium tanárává és igazgatójává nevezte ki. Innét nemsokára Moldvába került, ugyancsak igazgatói minőségben a szokolai szemináriumhoz. Majd Brassóban élt, ahonnét kevés idő múlva Romániába ment. Ekkor a történelmi tanszék tanárává nevezték ki a Szent Száva főiskolán (a későbbi egyetem). 1848-ban tanfelügyelő lett. 1849-ben a frankfurti gyűlésen ő képviselte a román fejedelemséget. Visszatérve alig töltött kis időt Romániában, mikor is Bécsbe került, ahol a birodalmi törvénytár szerkesztésével bízták meg. De itt se nyugodott meg, hanem ismét visszament Romániába, ahol megint tanfelügyelő és a bukaresti gimnázium igazgatója lett. Beutazta Isztriát és elsőként fedezte fel a harmadik román dialektust, az isztrorománt. Fia, Titu Maiorescu egyetemi tanár és szenátor volt Bukarestben.

## Munkái
- Despre originea şi vechimea limbeï române. Bukarest, 1859. (A román nyelv eredete és régisége; ezen művében önálló és eredeti fejtegetésekben a latin, görög, sznaszkrit, zend és héber nyelvek és dialektusainak fejlődésével is foglalkozik).
- Tractat limbistic şi istoric. Bukarest, 1859. (Nyelvészeti és történeti értekezés. Ezen munkájában a fonetikus iránynak lett alapvetője.)
- Itinerarul in Istria. Bukarest, 1874. (Utazás Isztriában.)

Még négy munkája van, melyek szintén Bukarestben jelentek meg.